# بلحسن الطرابلسي
بلحسن الطرابلسي، هو أحد أبرز رجال الأعمال التونسيين، رئيس مجموعة كارتاقو المتعددة النشاطات ، وهو الشقيق الأكبر لسيدة تونس الأولى السابقة ليلى بن علي. لا يعرف الكثير عن نشأته وبداياته إلا أن اسمه ظهر بقوة في نهاية التسعينات إثر صعوده السريع في عالم المال. كانت أعماله في ذلك الوقت تتمركز أساسا في قطاع العقار والاستيراد والتصدير والفندقة. جمع ماله مستغلا نفوذه وقرابته من رئيس الجمهورية بطرق ابتزاز لرجال أعمال ومواطنين وبنوك تونسية واستغلال المال العام لتحقيق أغراض شخصية. أسّس سنة 2001 مع رجال آخرين قرطاج للطيران التي يملك 40% من رأس مالها. في يناير 2006 أطلق مع سميح ساويرس شركة كورال بلو آرلاينز التي يملك 65% من رأس مالها. في بداية 2007 قام ببيع حصته في شركة آلفا فورد لتجارة السيارات لشريكه حمادي الطويل. تنشط مجموعته حاليا في قطاع النقل الجوي والفندقة والسياحة وكراء السيارات والعقار والفلاحة والوساطة في قطاع التأمين والإعلام (إذاعة موزاييك) والاستثمار. في أبريل 2007 كرمه الرئيس زين العابدين بن علي بمناسبة اليوم الوطني للمؤسسة. تواترت في أغسطس 2006 أنباء عن اقترانه بسهى عرفات التي كذبت الخبر. تتهمه عدة جهات معارضة بالفساد. عضو في الهيئة المديرة لفريق النادي الإفريقي.
حُكم على بلحسن الطرابلسي بعد الثورة التونسية ب26 سنة سجن ومذكّرة توقيف دولية، وذلك في إطار محاكمات عائلة الطرابلسي وبن علي بعد الثورة.

## الثروة
كان بلحسن الطرابلسي يملك 13 بالمئة من موزاييك أف أم.

## الحياة الشخصية
متزوج من زهرة الجيلاني، ابنة الهادي الجيلاني رجل الأعمال التونسي والرئيس السابق للاتحاد التونسي للصناعة والتجارة وله منها صوفيا وزَين.